# پیشینه تقسیمات کشوری ایران

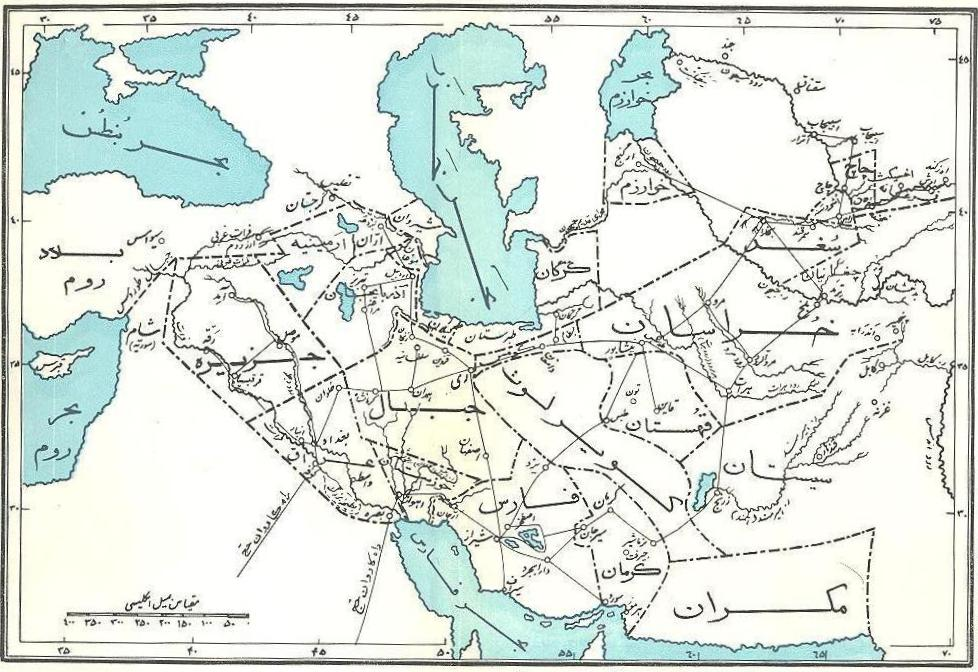
تقسیمات سیاسی ایران در زمان خلفای عباسی

پیشینه تقسیمات کشوری ایران، به بررسی تاریخی تقسیمات کشوری ایران، یعنی تغییرات و تطورات تاریخی محدوده‌سازی و بخش‌بندی ایران می‌پردازد.

## دوران باستان
سرزمین ایران در دوران باستان به شیوه‌های مختلفی بخش‌بندی شده‌اند. اسامی ولایات قدیم ایران موافق کتیبه‌های داریوش بزرگ (فارسی قدیم)، اَوستا، نوشتهٔ مورخین، جغرافی‌دانان عهد قدیم و اسامی کنونی (فارسی جدید) آنها در جدول زیر آمده‌است.
| ردیف |  | کتیبه‌های داریوش (پارسی قدیم) | اَوستا       | هِرودوت        | اِسترابون        | ایزدیدور خاراکسی | موسی خورِن                                | اسامی کنونی (فارسی جدید) |
| ---- |  | ---------------------------- | ----------- | ------------- | --------------- | ---------------- | ---------------------------------------- | ------------------------ |
| ۱    |  | تپورستان                     |             | طبرستان       | تپوریا          |                  | تپرستان با آمل و رویان                   | مازندران                 |
| ۲    |  | پارسَ                         |             | پِرسِر          | پِرسیس-پِرسِپُلیس   |                  | پارس با اِسپهان و ایساتیس و کرمان و غیره  | فارس                     |
| ۳    |  |                              |             | کارماتا       | کارمانیا        |                  | پارس با اِسپهان و ایساتیس و کرمان و غیره  | کرمان                    |
| ۴    |  | ایزاطیخه-ایزدیس              | یَشْتْ-یَزْتْ-یَسْنْ | ایساتیس       | ایساتیس-ایستخای |                  | پارس با اِسپهان و ایساتیس و کرمان و غیره  | یزد                      |
| ۵    |  | مادَ                          | رَگَ          | مِدِر           | مِدیای بزرگ      | مدِیای علیا       | مِدی                                      | فریدن                    |
| ۶    |  | آتروپات                      |             | آتروپاتنا     | مِدیا-آترُپاتِن    | مِدیای سُفلی       | آترُپاتاکان                               | آذربایجان                |
| ۷    |  | اکباتان                      |             | هاکاماتانا    |                 | ماتیانا          | اَهمَتان                                   | همدان                    |
| ۸    |  | راگا                         |             |               |                 | کامبادِن          | رای                                      | ری                       |
| ۹    |  | کاسپیانَ                      |             | کاسپیانا      | کاسپیانا        |                  | کسپین                                    | قزوین                    |
| ۱۰   |  | خووَجَ                         |             | سوزیانا       | اِلامیس          |                  | اِلامیس                                   | لرستان                   |
| ۱۱   |  | سوزیانَ                       |             | سوزیانا       | سوزیس           |                  |                                          | شوش - خوزستان            |
| ۱۲   |  | پَرثَو                         | ورِنَ         | پارتِر         | پارثی بِه آ      | خُوآرِن            | ارثی یِن                                  | خراسان                   |
| ۱۳   |  | اسپاد                        |             | آسپادانا      | پاراایتاسِن      |                  | پارس با اِسپهان و ایساتایس و کرمان و غیره | اصفهان                   |
| ۱۴   |  |                              | وَهرکانَ      | سوغدرر        | دیرکانیا        | هیرکانیا         | ورکان                                    | گرگان                    |
| ۱۵   |  | زَرَنکَ                         | هااِتومَنت    | سَرَنمن         | زارانگیا        | آنابُن            |                                          | سیستان                   |
| ۱۶   |  |                              |             |               | گِدرُزیا          |                  |                                          | بلوچستان                 |
| ۱۷   |  |                              |             | پرسیکُوس سینوس |                 |                  |                                          | خلیج فارس                |
| ۱۸   |  | هَرَای وَ                       | هَرَاِوَ        | آری یر        | آریا            | آریا             | آریا                                     | هَرات                     |
| ۱۹   |  | باختریشَ                      | باخذی       | باکتریا       | باکتریانا       |                  |                                          | بَلخ                      |
| ۲۰   |  | مَرجانا                       | مورو        |               | مَرگیانا         | مَرگیانا          |                                          | مَرو                      |
| ۲۱   |  | سرغودَ                        | سوغدَ (گوَ)   |               | سُغدیانا         |                  |                                          | سُغد                      |
| ۲۲   |  | خِوارَزمیش                     | هوَای ریزیم  |               | خُرازمی ای       |                  |                                          | خوارزم - خیوه            |
| ۲۳   |  |                              |             |               |                 | ساکاستِن          |                                          | سَکستان                   |
| ۲۴   |  | هَرَخوواتیش                    | هَرَخواثی تی  | ساتاگی تِن     | آراخُزیا         | آراخُزیا          |                                          | رُخَج - قَندهار             |
| ۲۵   |  | ثَ تَ کوش                      |             |               |                 |                  |                                          | پَنجاب                    |
| ۲۶   |  | مَکا                          |             |               |                 |                  |                                          | مکَران                    |
| ۲۷   |  |                              |             | اوروَ          |                 |                  |                                          | غزنه - طوس               |
| ۲۸   |  |                              | چَخرَ         | خُرازمیر       |                 | کُمیسِن            |                                          |                          |
| ۲۹   |  |                              |             | ساگارتی یِر    |                 | درَنگیانا         |                                          |                          |
| ۳۰   |  |                              |             |               |                 |                  | آستابن                                   |                          |
| ۳۱   |  |                              |             |               |                 |                  | آپاوارک تی سِن                            |                          |
| ۳۲   |  |                              |             | کاندارِر       |                 |                  |                                          | قندهار                   |

## بخش‌بندی کشوری ایران پیش از اسلام

### مادها
سرزمین مادها شامل: ماد کوچک (آذربایجان) و ماد بزرگ (شامل کرمانشاهان وری و کردستان و [هگمتانه) و شمال آن رودخانه ارس، غرب ابواب خزر (هیرکانیا) طالشان، غرب آن کوه‌های زاگرس و جنوب آن کویر و محدوده اصفهان بود.

### هخامنشیان

ساتراپی‌های (خْشَثْرَ پاون) شاهنشاهی هخامنشی

در عصر هخامنشیان، داریوش کشور را به سی خشتره یا شتره که همان شهر یا کشور می‌باشد، تقسیم کرد و برای هر یک از آنها مأمورینی گماشت که آنها را خشتره پوان یا شتربان یا به قولی شهربان و به یونانی ساتراپ می‌گفتند. رود فرات سرزمینهای هخامنشیان را به دو بخش خشتره‌های غرب و شرق رود فرات تقسیم می‌کرد. در دوران سلوکیان، با تغییر مرزهای جغرافیایی و کاسته شدن از وسعت ایران، تقسیمات دوره هخامنشی از بین رفت. در این زمان کشور به ۷۲ بخش تقسیم شد
در دوره هخامنشیان سرزمین ایران از شرق رود سیردریا، غرب دریای اژه، شمال دریای کاسپی و دریای سیاه و کوه‌های قفقاز و از جنوب به دریای عمان و دریای پارس منتهی می‌شد. بعضی از ایالت‌های آن: ایالت نیمه جنوبی پارس با مرکز پارسه، ایالت جنوب غربی شوش با مرکز شهر شوش، ایالت ماد در شمال غرب با شهر مهم هگمتانه (همدان)، ایالت هیرکانی یا گرگان در محدوده شمال و ساحل دریای خزر و شهر مهم آن هیرکانا یا گرگان، ایالت پارت یا خراسان و قومس (سمنان)، ایالت زرنگ، نیمروز، سَکستان (سیستان) در جنوب شرق، ایالت کارمانیا در ساحل خلیج فارس، ایالت گداروسیاه (بلوچستان امروزی)

### اشکانیان
سنت‌های حکومت هخامنشی در حکومت اشکانیان یا پارتها ادامه داشته و بخشی از سرزمین‌های تحت قلمرو آنها به ساتراپی‌هایی تقسیم می‌شده‌است. اداره کنندگان ساتراپی‌ها از سوی شاه انتخاب می‌شد. به غیر از نواحی ساتراپی، نواحی از کشور نیز تحت الحمایه مستقیم شاه بوده‌اند و گاهی اداره چند ساتراپ به‌وسیله یک نفر بوده‌است. کوچک‌ترین واحد دارای دیز یا به یونانی استاتم نامیده می‌شد که این واحد از تجمیع چند روستا تشکیل شده و به‌وسیله یک مقام دولتی اداره می‌گردید.
در زمان اشکانیان خاک ایران از سوی غرب با رودخانه فرات پایان می‌یافت. پیش از آن سلوکیان هشتاد سال بر قلمرو ایران فرمانروایی داشتند و پایتخت آن‌ها سلوکیه بر کرانه رود دجله بود. قلمرو پارت‌ها یا اشکانیان ۷۲ بخش بود. ملاک آن‌ها در تقسیم‌بندی برای اداره کشور شهرها بودند که خودمختاری نسبی داشتند. از پایتخت‌های آن به ارشک، صددروازه، هگمتانه، تیسفون و دیگر شهرها مهم آن به نسا، تاپه، دارابگرد، گور و گرگان (ورگان یا هیرکان) می‌توان اشاره کرد.

### ساسانیان
تقسیمات کشوری در ابتدای دوره ساسانیان به روال گذشته بود ولی در طول زمان تغییر پیدا کرد. براساس بررسیهای محققان، تقسیمات کشوری در دوره ساسانیان چند بار دچار تحول شده‌است. قبل از انوشیروان بخشهای مختلف کشور به دست کسانی اداره می‌شد که عنوان مرزبان داشتند. مؤلف ایران در عهد باستان به این موضوع اشاره کرده می‌نویسد:
 قبل از انوشیروان ایران را مرزبانان اداره می‌کردند و از میان ایشان چهار مرزبان بیشتر اهمیت داشتند:
1. مرزبان ارمن
2. مرزبان خوارزم
3. مرزبان حدود روم
4. مرزبان خزر

و آرانیها به مرزبانان تخت نقره می‌دادند به استثنای مرزبان حدود خزر که تختی از زر داشت.
در زمان انوشیروان کشور به ۴ قسمت یا به اصطالح آن زمان به ۴ پاذوگس یا استان شرقی، غربی، شمالی و جنوبی تقسیم می‌شد. این تقسیم بر اساس حدود جغرافیایی و جهات چهارگانه به شرح ذیل متکی بوده‌است:
1. استان شمال شرقی خراسان و کرمان
2. استان غربی شامل عراق و بین‌النهرین
3. استان شمالی شامل ارمن و آذربایجان
4. استان جنوبی شامل فارس و خوزستان

در زمان ساسانیان بخش‌بندی‌های کشوری ایران شامل سرزمین (ایالت)، خوره (استان) و تسوگ (شهرستان) و رُستاک (دهستان) بود.
در زمان ساسانیان ایران دارای پنج ایالت بزرگ (کوست) شامل: ایالت شمالی (اپاختر)، ایالت جنوبی (نیمروز)، ایالت شرقی (خراسان)، ایالت غربی (خوروران) و فرارود (ورارود)، بخش‌هایی از افغانستان، میانرودان و آسیای کوچک هم بخشی از این ایالت‌ها بود و تصمیم‌گیری حکومتی متمرکز بود. از شهرهای مهم آن اصطخر، گندی شاپور، ارگان(بهبهان)، ابرشهر (نیشابور)، اردشیر خوره، شاپورخواست و تیسفون بود.

## تقسیمات کشوری ایران پس از اسلام

### دوره آغازین اسلام
ایران در آغاز دوره اسلامی به نه منطقه یا ایالت تقسیم می‌شده‌است که بسیار همسان با تقسیم ایالتی دوره پایانی ساسانیان بوده‌است:
- آذربایجان و ارمینه و اران
- جبال (عراق عجم)
- فارس
- خراسان و سیستان
- قومس
- گیلان و طبرستان و جرجان
- خوزستان
- کرمان
- مکران

### دوره عباسی

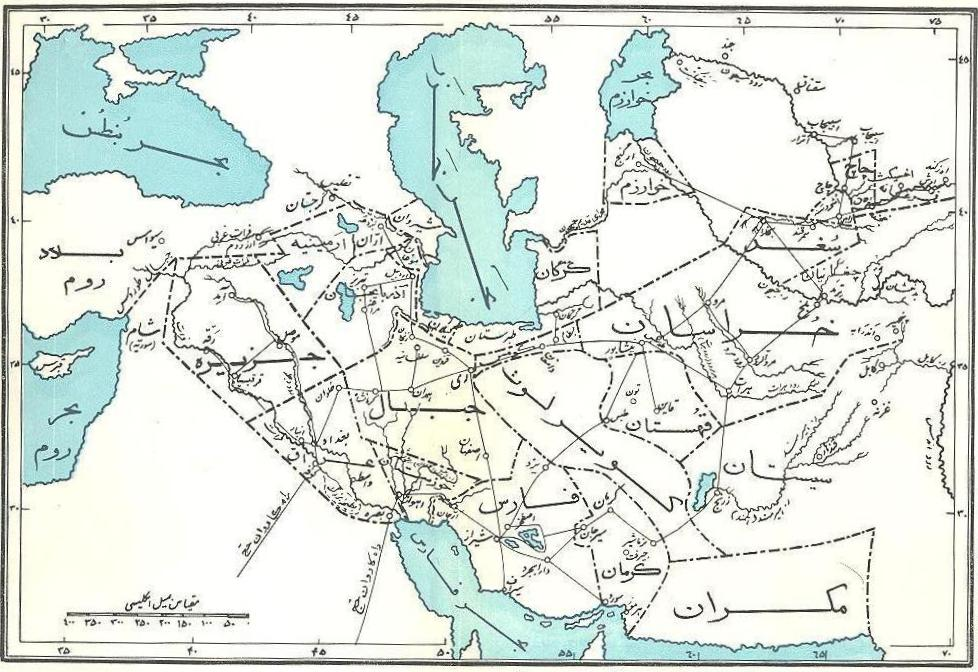
تقسیمات سیاسی ایران در زمان خلفای عباسی

تقسیم‌بندی قلمروی عباسی در قرن چهارم بدین شکل بود:
1. بصره در دست محمدبن رائق با مرتبه امیرالامرایی،
2. خوزستان در دست ابوعبداللّه حسن بن بریدی،
3. فارس در دست عمادالدوله علی بن بویه،
4. ری و اصفهان و جبل در دست رکن الدوله حسن بن بویه و دیگران،
5. موصل و دیار بکر و دیار مُضَر و دیار ربیعه در دست حمدانیان،
6. مصر و شام در دست محمدبن طُغْجْ اخشید،
7. خراسان و ماوراءالنهر در دست سامانیان،
8. طبرستان و گرگان
9. بحرین و یمامه در دست قرامطه.[۷]

### غزنوی
در دوره غزنوی که از قرون چهارم تا ششم بطول انجامید، عمید یا والی امور ایالاتی را که به‌طور منظم تحت اداره حکومت بودند مانند سیستان، تخارستان، خراسان و برای مدت کوتاهی ری و جبال، را بر عهده داشتند. در مناطق ناآرامتر مثل هندوستان شمالی ارتش مأمور دریافت مالیات بود و حکومت غیرنظامی قادر به اجرای این کار نبود. بعد از سال ۴۳۰، ولایات دور از غزنهٔ خراسان و جبال و ری به دست دیوان‌های مستقر در ری و نیشابور اداره می‌شدند. در هر کدام از این ولایت‌ها، دبیری ایرانی به عنوان یک عمید غیرنظامی، مسئول امور نظامی و سیاسی، و غلامی ترک به عنوان سپهسالار حضور داشتند.

### سلجوقیان
در دوره سلجوقیان بزرگ که از ۴۲۹ تا ۵۵۴ بطول انجامید حکومت مشتمل بر ولایاتی عیناً منطبق با واحدهای امپراتوری ساسانی بود. این حکومت دو بخش داشت، نواحی مستقیماً زیر نظر سلطان و نواحی در اختیار امرا و دیگران. تا پایان دوره ملکشاه، نواحی زیر نظر مستقیم او گسترش یافته و بعدها کوچک شدند. تقسیمات اداری سلجوقیان کاملاً با تقسیمات ایالات منطبق نبود ولی پس از تجزیه این حکومت، واحدهایی جغرافیایی پدید آمدند که ولایات بزرگتر خراسان و آذربایجان و عراق و کرمان و فارس مرکز ثقل آن بودند. این تقسیمات کوچکتر از ولایات مرکزشان مهم‌ترین شهر ناحیه بود و وسعت متغیری داشتند. این سلاطین از تجربه اداره کشورهای متمدن بی‌بهره بودند برای همین از کارگزاران ایرانی سود جستند که در بین آن‌ها شهرت خواجه نظام الملک از همه بیشتر است. در دوره وزارت او در دربار الب ارسلان، مستوفی ریاست دیوان استیفا را بر عهده داشت و او برای هر ولایت کشور نایبی منصوب می‌کرد. در دورهٔ آنان نظام اقطاع، که در بین قبایل ترک مرسوم بود و طبق آن ارثیه باقیمانده رئیس قبیله بین خویشان مرد وی تقسیم می‌شد، با اعطای ولایات و نواحی به عنوان حصه و سهم ملکی به اعضای خاندانشان توسعه پیدا کرد. حکومت سلجوقی در نیمه دوم قرن پنجم وسعت زیادی داشت و واگذاری قدرت اداری به حکومت‌های محلی از سوی دولت مرکزی دوراندیشانه به نظر می‌رسد. در قرن بعدی امرا در ولایات خود با دولت مرکزی به مخالفت مشغول شده و اهداف خود را به پیش بردند.

### ایلخانیان
در حکومت ایلخانان بین ۶۵۴ تا ۷۵۰، دبیران و وزیران ایرانی چون شمس الدین جوینی و رشید الدین فضل‌الله نظام اداری ایران را پس از دوره‌ای پریشانی، بهبود دادند. آنان به دیوان رونق داده آن را به پایگاه اداره کشور تبدیل کردند.

### دوره قاجار

300نقشهٔ «ممالک محروسه ایران» چاپ مجلهٔ طنز ملانصرالدین به تاریخ ۱۳۲۶ هجری قمری (۱۹۰۸ میلادی)

در اوایل دوره قاجار ایران به پنج حکمرانی و دوازده حاکم‌نشین تقسیم می‌شد:
- حکمرانی آذربایجان (ک شامل شهرهای آذربایجان می‌شد) مقر ولیعهد و تحت فرمان او بود.
- حکمرانی دوم شامل ایالت‌های کردستان، کرمانشاه، سرحد عراقین و لرستان
- حکمرانی سوم فارس بود که بندر بوشهر و بنادر و جزایر خلیج فارس، کهگیلویه، بختیاری و خوزستان را در بر می‌گرفت. (ایالت فارس)
- حکمرانی چهارم عبارت از خراسان و سیستان بود
- حکمرانی پنجم را کرمان و بلوچستان تشکیل می‌داد.

از آغاز قرن سیزدهم هجری شمسی این تقسیم‌بندی تغییر کرد و قلمرو بعضی از حکمرانی‌ها تقسیم شد. در اواسط سلطنت ناصرالدین شاه قاجار ایران دارای چهار ایالت و ۲۳ ولایت بود:
- ایالت آذربایجان
- ایالت خراسان و سیستان
- ایالت فارس
- ایالت کرمان و بلوچستان[۷]

در سال ۱۲۴۱ هجری قمری ایران به ۸ ایالت بزرگ تقسیم شد که اسامی آن‌ها عبارتند بودند از: آذربایجان، گیلان، مازندران، استرآباد، خراسان (ولایت شرقی قائنات و قهستان و سیستان جزو آن محسوب می‌شدند)، ایالت کرمان و بلوچستان (شامل کرمان و بلوچستان و بنادر دریای عمان)، فارس (که کهگیلویه، بوشهر و بنادر خلیج فارس از مضافات آن بود) و خوزستان(شامل ارجان(بهبهان) و اهواز)

## تقسیمات کشوری ایران در دوره معاصر
این دوره با اندیشه‌های ترقی جویانه مشروطیت همراه می‌باشد و از جهات سیاسی، ایران شاهد اولین تقسیمات قانونی و رسمی کشوری است.

### اولین قانون تقسیمات کشوری
اولین قانون تقسیمات کشوری ایران پس از جنبش مشروطه و در سال ۱۲۸۶ هجری خورشیدی تحت عنوان قانون «تشکیلات ایالات و ولایات» به تصویب رسید و کشور به ۴ ایالت و ۱۲ ولایت تقسیم شد.

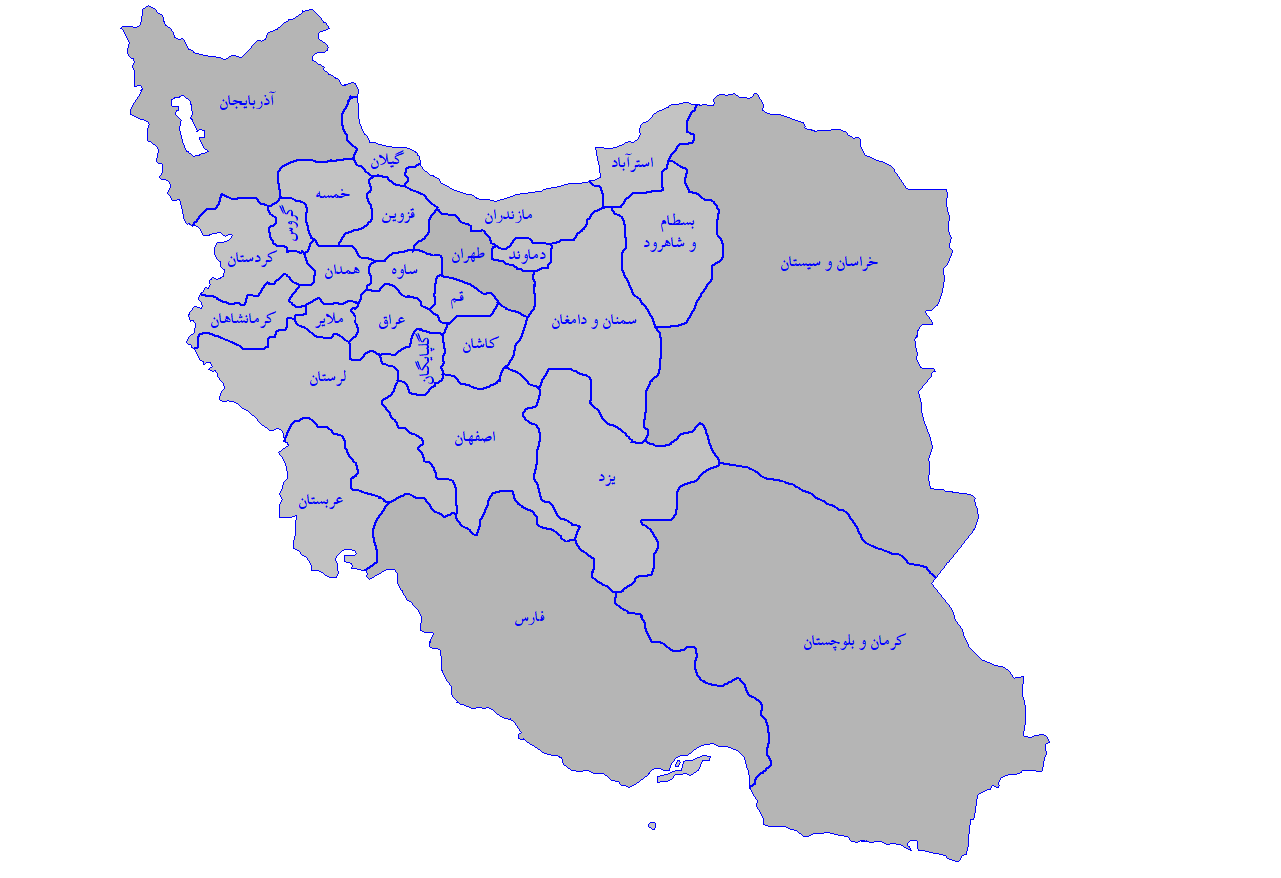
نقشه تقسیمات اداری ایران، ایالات و ولایات، بر اساس قانون مصوب ۱۲۸۶ خورشیدی

بر اساس این قانون ایران به چهار ایالت ۱) آذربایجان، ۲) کرمان و بلوچستان، ۳) فارس و بنادر و ۴) خراسان و سیستان و دوازده ولایت ۱) استرآباد، ۲) مازندران، ۳) گیلان، ۴) زنجان، ۵) کردستان، ۶) لرستان، ۷) کرمانشاهان، ۸) همدان، ۹) اصفهان، ۱۰) یزد، ۱۱) عراق و ۱۲) خوزستان و دارالخلاقه تهران تقسیم شده بود.
در تعریف ایالت و ولایت چنین آمده‌است: «ایالت قسمتی از مملکت است که دارای حکومت مرکزی و ولایت حاکم‌نشین جزء است؛ و ولایت قسمتی از مملکت است که دارای یک شهر حاکم‌نشین و توابع باشد، اعم از اینکه حکومت آن تابع پایتخت یا تابع مرکز ولایتی باشد.» واحدهای دیگر تقسیماتی مشخص شده در قانون؛ بلوکات و ناحیه بوده‌است.
حدود ایالات، ولایات و بلوکات به موجب اصل سوم متمم قانونی اساسی (۱۴ ذیقعده ۱۲۸۵ هـ. ش) ثابت و تغییر در آن‌ها به حکم قانون بوده‌است.

چهار سال پس از تصویب «تشکیلات ایالات و ولایات»، در تاریخ ۲۹ مرداد ۱۲۹۰ هـ. ش، مجلس شورای ملی «قانون انتخابات مجلس شورای ملی» را تصویب کرد. علاوه بر تعیین شرایط حق رای و حق کاندید شدن، این قانون حوزه‌های انتخابیه مجلس شورای ملی برای انتخابات‌های آتی را مشخص کرد. در این راستا، متن «قانون انتخابات مجلس شورای ملی»، شامل لیست کامل از ایالات و ولایات وقت ایران، به همراه بلاد، شهرها، و مناطق تابعه هر یک می‌باشد. بر اساس متن قانون مجلس، در سال ۱۲۹۰، به جز «طهران دار الخلافه»، در مملکت ۴ ایالت و ۲۲ ولایت وجود داشت (مجموعا ۲۷ واحد حکمرانی).

#### استان‌های ده‌گانه

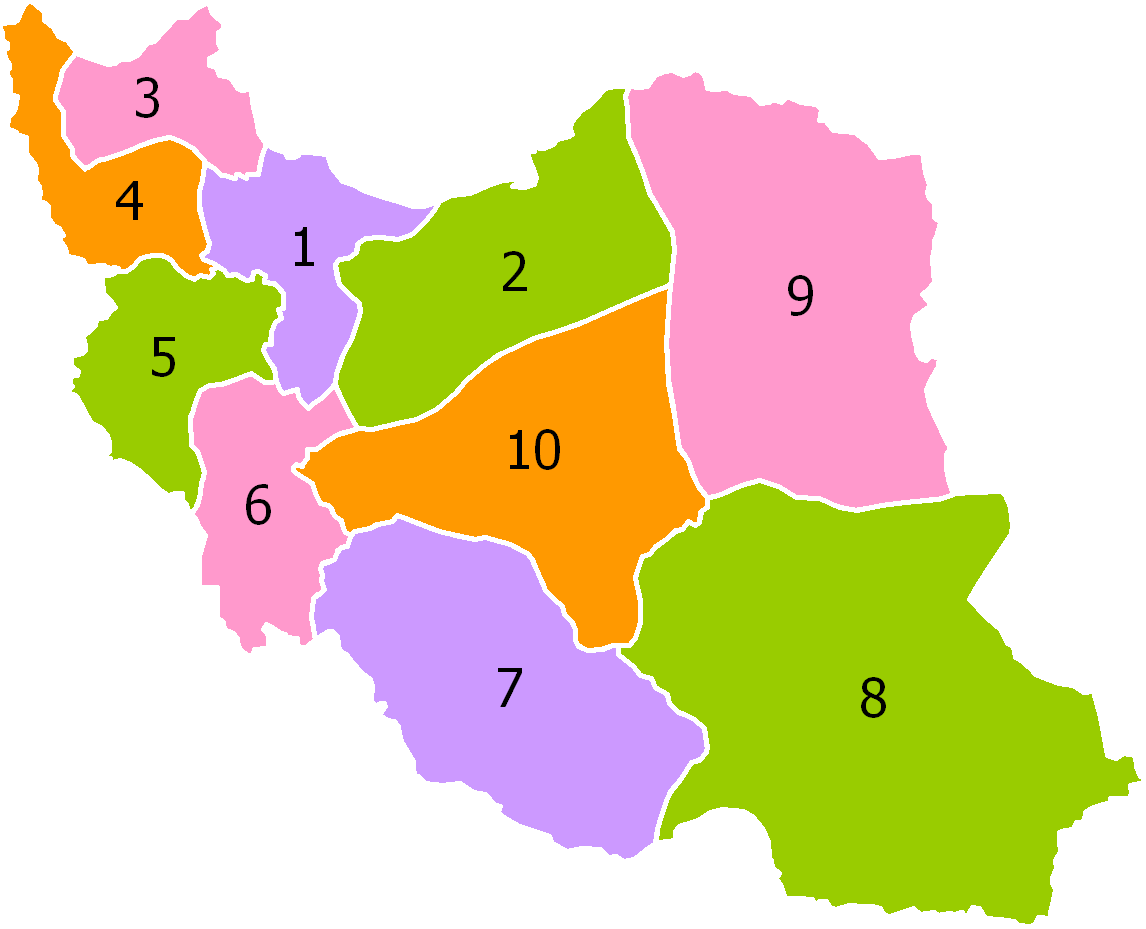
نخستین استان‌های ایران برپایهٔ قانون اصلاح‌شدهٔ تقسیمات کشوری.

#### تغییرات تدریجی استان‌های دهگانه

استان‌ها و شهرستان‌های ایران در ۱۳۳۵

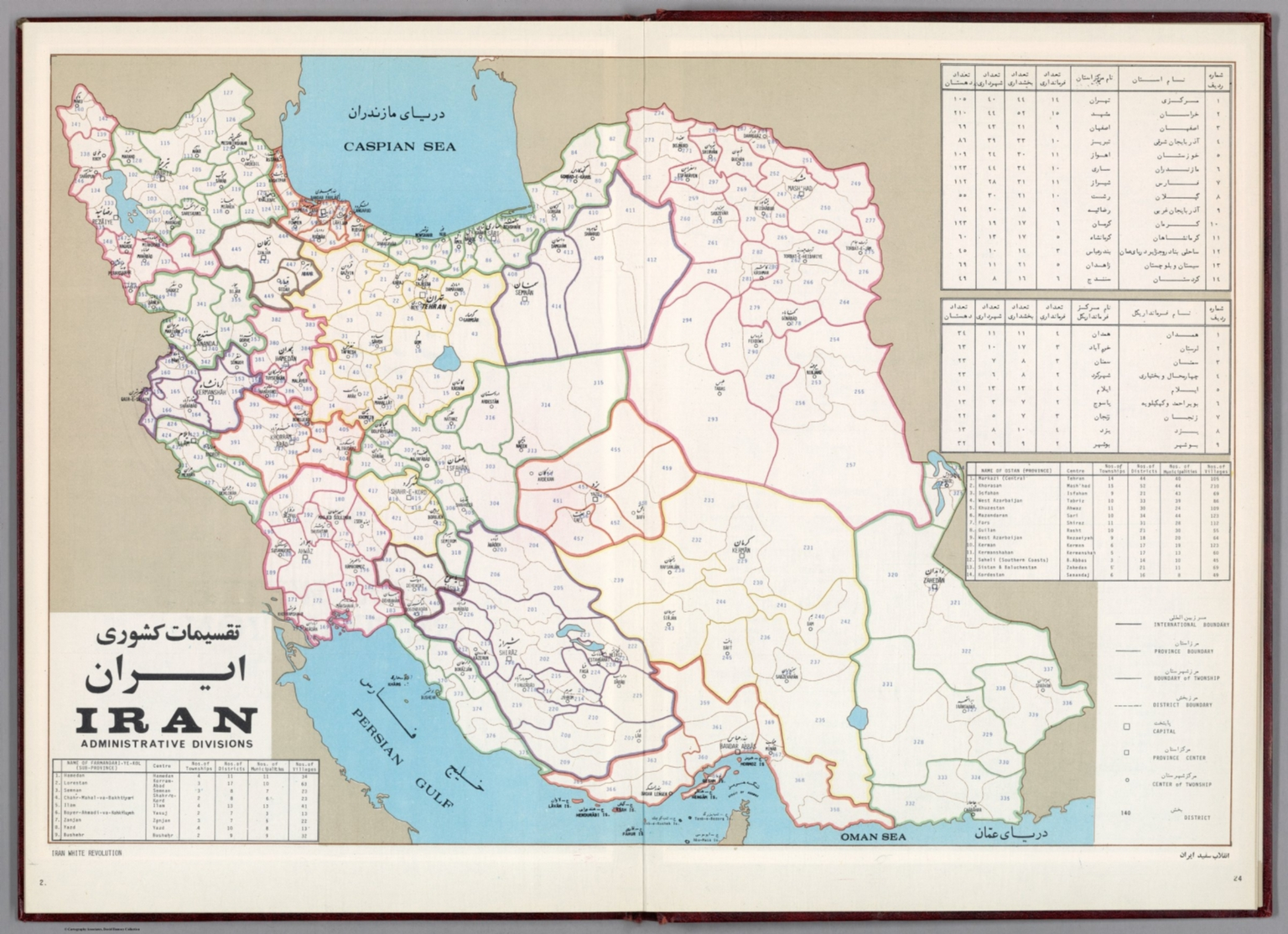
تقسیمات کشوری - ۱۳۵۰ خورشیدی

## تقسیمات کشوری دوره انقلاب اسلامی

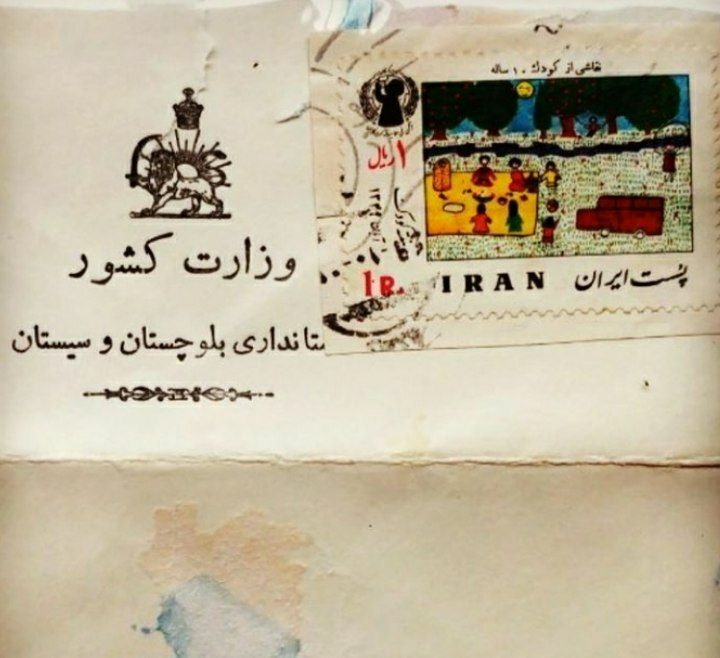
نامه وزارت کشور به استانداری بلوچستان و سیستان در دوره پهلوی دوم
نام این استان در اوایل دوره جمهوری اسلامی به سیستان و بلوچستان تبدیل شد.